# Frank Sacherer
Franklin James Sacherer (São Francisco, 22 de maio de 1940 — Grandes Jorasses, Alpes, 31 de agosto de 1978) foi um físico estadunidense. Trabalhou com aceleradores de partículas.